# Morea
Morea (griechisch Μωρέας oder Μωριάς) ist seit dem Mittelalter die romanische Bezeichnung der Halbinsel Peloponnes (Griechenland). Der Name wird von einem griechischen Wort für Maulbeerbaum, der für die Seidenindustrie bedeutend ist, abgeleitet.

## Geschichte
1206 wurde der Nordwesten des Gebietes von Teilnehmern des Vierten Kreuzzuges erobert, die dort das Fürstentum Achaia gründeten. 1262 musste man große Gebiete an das wiedererstarkte Byzantinische Reich abtreten; in Lakonien bildete sich in der Folgezeit um Mystras (Mistra) das byzantinische Despotat Morea unter den Kantakuzenoi und später den Palaiologen. Diese konnten mit der Zeit fast die ganze Halbinsel unter ihre Kontrolle bringen. Mistra, meist eine Sekundogenitur des Kaiserhauses, wurde zu einem Zentrum spätbyzantinischer Kultur. Daneben hatte Venedig einige Besitzungen auf der Halbinsel. 1453 lehnte der byzantinische Kaiser Konstantin XI. ein Angebot des osmanischen Sultans Mehmed II. ab, die Herrschaft über die Morea zu behalten, wenn er Konstantinopel kampflos übergebe. In der Folge kam es noch 1453 zur Eroberung Konstantinopels, bei der der Kaiser fiel. 1460 wurde schließlich auch die Morea von den Osmanen eingenommen.

Verwaltungsgliederung des venezianischen Königreichs Morea, 1687–1715

Für die Republik Venedig bot die Niederlage im Krieg um Kreta in den Jahren 1645–1669 Anlass für die Wiedereroberung der Morea. Ab 1684 eroberte Venedig unter Francesco Morosini, der 1688 zum Dogen gewählt wurde und vom venezianischen Senat den Ehrentitel „Peloponnesiacus“ verliehen bekam, mit General Otto Wilhelm von Königsmarck mit einer militärischen Großoffensive zu Land und zur See, die sich auch auf die gesamte Ägäis erstreckte, die komplette Halbinsel (→ Großer Türkenkrieg). Dabei wirkten auch drei sächsische Regimenter unter Oberst Schönfeld mit, die im Frühjahr 1685 den Marsch nach Venedig antraten und 1687 um drei Viertel vermindert, aber mit „reicher Beute“ nach Sachsen zurückkehrten. Das Geld, das Johann Georg III. von Venedig für die Soldaten erhielt, verwendete er, um die Sängerin Margherita Salicola aus ihrem Kontrakt mit Ferdinando Carlo von Gonzaga-Nevers freizukaufen.
Die Morea wurde somit erstmals vollständig und für gut drei Jahrzehnte venezianischer Besitz. Zur Hauptstadt der neuen Provinz bestimmte man Napoli di Romania (Nafplio), welches auch später die erste Hauptstadt des unabhängigen Griechenland wurde.
1715 wurde die Morea unter Sultan Ahmed III. den Venezianern wieder abgenommen, die sich ihrerseits aber weiterhin auf den ionischen Inseln mit Korfu und Santa Maura (Leukas) sowie im südlichen Albanien und Epiros in Butrinto, Parga, Prevesa und Vonitsa bis 1797 behaupteten.
Nach der Unabhängigkeit Griechenlands 1830 (einseitig 1822) wurde wieder der antike Name Peloponnes vorgezogen, wie auch viele Ortsnamen hellenisiert wurden. So hieß das heutige Pylos bis in das 19. Jahrhundert Navarino und die Insel Euböa Negroponte.